# Nadir Rüstəmli
Nadir Rashid oghlu Rustamli (àzeri: Nadir Rəşid oğlu Rüstəmli, pronunciat [nɑˈdiɾ ɾæˈʃid oɣˈlu ɾystæmˈli]; 8 de juliol de 1999) és un cantant azerbaidjanès. Va guanyar la segona edició de The Voice of Azerbaijan i va representar l'Azerbaidjan al Festival de la Cançó d'Eurovisió 2022 amb la cançó Fade to Black.

## Vida primerenca
Nascut a la ciutat Salyan, Rüstəmli va assistir a l'institut #3 de la regió entre el 2005 i 2016. En la seva joventut, va aprendre a tocar el piano a l'Escola de Música Gulu Asgarov a la seva ciutat natal. El 2021, es va graduar a la Universitat de l'Azerbaidjan de Turisme i Gerència amb un títol en administració empresarial.

## Carrera

### 2017-2020
Del seu debut el 2017 fins al 2020, Rüstəmli va participar en nombrosos certàmens, com ara el Youthvision International Song Contest el 2019, en què va arribar a segon entre més de 21 concursants.

### 2021:The Voice of Azerbaijan
El 2021, va audicionar per a la segona temporada de The Voice of Azerbaijan. En les audicions a cegues, va fer girar l'Eldar Gasimov i el Murad Arif. Va triar formar part de l'equip de l'Eldar. El gener de 2022, va esdevenir el vencedor de l'espectacle per un 42,6 % de vots al televot.
|                  | Cançó                   | Artista original                  | Notes                                        |
| ---------------- | ----------------------- | --------------------------------- | -------------------------------------------- |
| Audició a cegues | "Writing's on the Wall" | Sam Smith                         | Gir de dues cadires, adhesió a l'equip Eldar |
| Batalla          | "Beggin'"               | The Four Seasons                  | Vencedor enfront d'Amir Paşayev              |
| Knockout         | "We Could Be The Same"  | maNga                             |                                              |
| Vuitens de final | "Xatirədir"             | Alim Qasimov                      |                                              |
| Quarts de final  | "Arcade"                | Duncan Laurence                   |                                              |
| Semifinal        | "Just the Way You Are"  | Bruno Mars                        |                                              |
| Final            | "Running Scared"        | Ell &amp; Nikki                   | Duet amb Eldar Gasimov                       |
| Final            | "Bad Liar"              | Imagine Dragons                   |                                              |
| Final            | "Bu da son              | Elnur Hüseynov i Samir Javadzadeh |                                              |

### 2022:Festival de la Cançó d'Eurovisió 2022
El 16 de febrer de 2022, el canal televisiu públic d'Azerbaidjan İctimai va anunciar que s'havia seleccionat internament Rüstəmli com a representant del país al Festival de la Cançó d'Eurovisió 2022. Amb 106 punts en total, va rebre la 16a posició en el concurs.

## Discografia

### Senzills
- "Mashup" (2021)
- "Fade To Black" (2022)